# Гарвін
Гарвін (ісп. Garvín) — муніципалітет в Іспанії, у складі автономної спільноти Естремадура, у провінції Касерес. Населення — 97 осіб (2010).
Муніципалітет розташований на відстані близько 160 км на південний захід від Мадрида, 90 км на схід від Касереса.

## Демографія
Динаміка населення (INE ):

## Галерея зображень

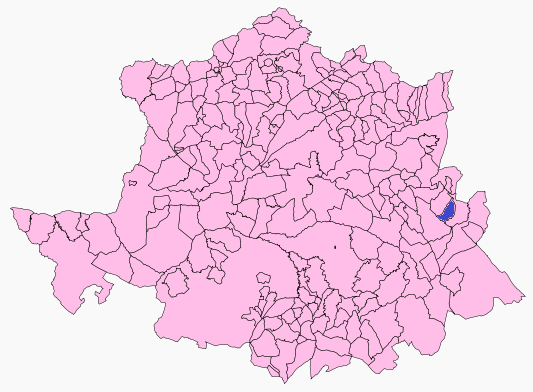
Розташування муніципалітету у провінції Касерес